# Ndeye Salla Kane
Pour les articles homonymes, voir Kane.
Ndeye Salla Kane est une joueuse  sénégalaise de basket-ball évoluant au poste d'ailière.

## Carrière
Ndeye Salla Kane pratique l'athlétisme et le basket-ball dans sa jeunesse à l'Union sportive Dakar Niger (USDN).
Elle dispute avec l'équipe du Sénégal féminine de basket-ball les Jeux africains de 1965 à Brazzaville, remportant la médaille d'or. Elle joue le Championnat d'Afrique 1966 (4e) à Conakry, et est nommée MVP du tournoi.
Travaillant dans la diplomatie à Bruxelles, elle rejoint le club belge du Basket Club La Chenaie où elle joue deux ans.